# Rheocles
Rheocles is een geslacht van bedotia's (Bedotiidae) in de orde der koornaarvisachtigen (Atheriniformes). 
Alle soorten binnen het geslacht zijn endemisch in Madagaskar, vooral in de oostelijke wateren, onder andere in de Nosivolo. De vissen leven alleen in zoet water en worden ernstig bedreigd.
Soorten uit het geslacht hebben een maximale lengte van 18 centimeter.

## Soorten
Het geslacht telt zeven soorten:
- Soort Rheocles alaotrensis (Pellegrin, 1914) (Katrana)
- Soort Rheocles derhami Stiassny & D. M. Rodríguez, 2001
- Soort Rheocles lateralis Stiassny & Reinthal, 1992
- Soort Rheocles pellegrini (Nichols & La Monte, 1931)
- Soort Rheocles sikorae (Sauvage, 1891)
- Soort Rheocles vatosoa Stiassny, D. M. Rodríguez & Loiselle, 2002
- Soort Rheocles wrightae Stiassny, 1990

## Synoniemen
- Rheocloides Nichols & La Monte, 1931